# Kārlis Balodis
Kārlis Balodis (19 agosto 1905 – 7 dicembre 1972) è stato un calciatore lettone.

## Carriera

### Club
Nel periodo in cui ha giocato in nazionale militava nell'Amatieris Rīga.

### Nazionale
Ha giocato quattro partite in nazionale senza segnare reti, esordendo il 25 luglio 1928 nella gara di Coppa del Baltico contro la Lituania. Con la nazionale vinse la prima edizione di quel torneo.

## Statistiche

### Cronologia presenze e reti in nazionale
| Cronologia completa delle presenze e delle reti in nazionale ― Lettonia | Cronologia completa delle presenze e delle reti in nazionale ― Lettonia | Cronologia completa delle presenze e delle reti in nazionale ― Lettonia | Cronologia completa delle presenze e delle reti in nazionale ― Lettonia | Cronologia completa delle presenze e delle reti in nazionale ― Lettonia | Cronologia completa delle presenze e delle reti in nazionale ― Lettonia | Cronologia completa delle presenze e delle reti in nazionale ― Lettonia | Cronologia completa delle presenze e delle reti in nazionale ― Lettonia |
| Data                                                                    | Città                                                                   | In casa                                                                 | Risultato                                                               | Ospiti                                                                  | Competizione                                                            | Reti                                                                    | Note                                                                    |
| ----------------------------------------------------------------------- | ----------------------------------------------------------------------- | ----------------------------------------------------------------------- | ----------------------------------------------------------------------- | ----------------------------------------------------------------------- | ----------------------------------------------------------------------- | ----------------------------------------------------------------------- | ----------------------------------------------------------------------- |
| 25-7-1928                                                               | Tallinn                                                                 | Lettonia                                                                | 3 – 0                                                                   | Lituania                                                                | Coppa del Baltico 1928                                                  | -                                                                       |                                                                         |
| 27-7-1928                                                               | Tallinn                                                                 | Estonia                                                                 | 0 – 1                                                                   | Lettonia                                                                | Coppa del Baltico 1928                                                  | -                                                                       |                                                                         |
| 19-8-1928                                                               | Riga                                                                    | Lettonia                                                                | 2 – 1                                                                   | Finlandia                                                               | Amichevole                                                              | -                                                                       |                                                                         |
| 22-8-1929                                                               | Riga                                                                    | Lettonia                                                                | 3 – 1                                                                   | Lituania                                                                | Coppa del Baltico 1929                                                  | -                                                                       |                                                                         |
| Totale                                                                  |                                                                         | Presenze                                                                | 4                                                                       |                                                                         | Reti                                                                    | 0                                                                       |                                                                         |

## Palmarès

### Nazionale
- Coppa del Baltico: 1

1928